# モーモールルギャバン (モーモールルギャバンのアルバム)
モーモールルギャバンは日本のロックバンド、モーモールルギャバンの1枚目の自主制作盤CD-R。

## 解説
- 当時24歳の矢島がドラマーとしての才能の限界を感じ、最後に自分の好きな事をやって就職しようと思い制作された作品[1]。
- この作品が好感触であったため、参加メンバーの3人の他に stone (石川) とたこちゃんを加えて以下の5人編成でバンド活動を開始する。
矢島 (vo/g) 、石川 (g) 、尾家 (key/cho) 、丸山 (b) 、たこちゃん (ds)

## 収録曲
1. 美沙子に捧げるラブソング (4:32)
『BeVeci Calopueno』で初回限定盤ボーナストラックとして再録音されている。
2. ユキちゃん (4:16)
『ユキちゃん』、『野口、久津川で爆死』で再録音されている。
3. パンティー泥棒の唄 (3:44)
モーモールルギャバン結成のきっかけになった曲[2]。
『クロなら結構です』で再録音されている。
4. 愛のテーマ (5:30)
『モーモールル・℃・ギャバーノ』で再録音されている。

（作詞・作曲：モーモールルギャバン）

## 参加メンバー
- Yajimattz (矢島剛) ：ヴォーカル (#1, #2, #3, #4) /ギター/ドラム/コーラス
- Oh yeah! (尾家祐子) ：キーボード
- ○りん (丸山知秀) ：ベース